# بيل مارشال (لاعب كرة قدم أسترالية)
بيل مارشال (بالإنجليزية: Bill Marshall)‏ هو لاعب كرة قدم أسترالية أسترالي، ولد في 26 مارس 1892 في North Melbourne ‏ في أستراليا، وتوفي في 13 ديسمبر 1945 في Parkville, Victoria ‏ في أستراليا.

## وصلات خارجية
- بيل مارشال على موقع AustralianFootball.com (الإنجليزية)
- بيل مارشال على موقع AFLtables.com (الإنجليزية)